# Тврђава Сао Себастијан де Шама
Сао Себастијан де Шама (порт. Santo António de Axim) је утврђење у граду Шама у Гани. Изграђена је 1515. године као португалско војно утврђење на Златној обали. Ово је треће утвређење које су Португалци изградили у својој западноафричкој колонији. Служила је првенствено за одбрану од британских помораца.
Холанђани су преузели тврђаву 1640. године. У том периоду су започели потпуну обнову и проширење. Служила им је као складиште за воду и огрев. Велика Британија је преузела контролу над Сао Себастијаном 1872. године. Од 1950-их година тврђава је обновљена и служила као пошта и суд, са циљем да се претвори у будућносту у музеј..